# مارک گوواب
مارک گوواب (لهستانی: Marek Gołąb; ۷ مهٔ ۱۹۴۰ – ۶ اکتبر ۲۰۱۷) وزنه‌بردار اهل لهستان بود.